# ブギーマン (2023年の映画)
『ブギーマン』（原題: The Boogeyman）は、2023年公開のアメリカ合衆国の超自然的ホラー映画。
原作はスティーヴン・キングが1973年に発表した同名短編小説（邦題「子取り鬼」。短編集『ナイトシフト 深夜勤務』に収録）。
スコット・ベックとブライアン・ウッズ、マーク・ハイマンの3人が脚本化し、ロブ・サヴェッジが監督を務めた。ソフィー・サッチャーやクリス・メッシーナ、ヴィヴィアン・ライラ・ブレア、そしてデヴィッド・ダストマルチャンが出演した。
2022年2月に、ニューオーリンズで主要撮影が開始された。元々はストリーミング・サービスのHuluで配信される予定だったが、テスト試写の結果を受けて、アメリカ合衆国では、2023年6月2日に20世紀スタジオにより劇場公開されることとなった。

## あらすじ
母親の悲劇的な死から立ち直れず、未だ不安定な精神状態が続く10代の少女とその妹は、家の中に恐ろしい何かが存在し、家族に災いをもたらそうとしていることに気づく。
姉妹は、手遅れになる前に悲嘆にくれる父親にその存在を気づかせようと奮闘する。

## キャスト
- ウィル - クリス・メッシーナ[4]
- ソウヤー - ヴィヴィアン・ライラ・ブレア（英語版）[4]
- サディ - ソフィー・サッチャー[4]
- レスター - デヴィッド・ダストマルチャン[4]
- リタ - マリン・アイアランド[4]
- マディソン・フー（英語版）[4]

## 製作

### 企画開発
『The Boogeyman』は、スティーヴン・キングが1973年に発表した同名の短編小説を映画化した作品である。2018年6月26日に、映画製作パートナーのスコット・ベックとブライアン・ウッズが脚本執筆に取り掛かり、そして、ショーン・レヴィとダン・レヴィン、Dan Cohenが21 Laps Entertainmentによる製作に参加し、20世紀フォックスが配給を担当することが発表された。しかし、2019年に、ディズニーによる21世紀フォックスの買収後、他の開発中の作品と共に企画は中止となった。その後、2021年11月に、本作の企画が復活し、S・ベックやB・ウッズ、Akela Cooperによる原案を基にしてマーク・ハイマンが脚本を書き、Rob Savageが監督を務めると同時に、ストリーミングサービスのHuluでの配信が決定したと報じられた。

### キャスティング
2022年初め、ソフィー・サッチャーや、クリス・メッシーナ、デヴィッド・ダストマルチャン、マリン・アイアランド、ヴィヴィアン・ライラ・ブレア、マディソン・フー、Jaynie Verdinがキャストとして名を連ねた。

### 撮影
2022年2月に、ニューオーリンズで主要撮影が始まった。

### 音楽
パトリック・ヨンソンが映画の作曲を担当した。

## 公開
本作は、2023年6月2日に20世紀スタジオによって全米公開されることとなった。当初は2023年度中にHuluでの配信を予定していたが、2022年12月のテスト上映で好評だったため、公開日の日付を6月2日に設定したうえで劇場公開に切り替えると発表された。S・キングはTwitterで、2023年1月29日のNFCチャンピオンシップゲーム中に予告編を公開する予定だと発表した。